# Cal Mento
Cal Mento, també coneguda com a Cal Pelut, la Cabana Sabatera o Cabana de la Sabatera, és una masia situada al municipi de Solsona, a la comarca catalana del Solsonès. També es coneix com a Aquesta masia és a l'altiplà situat al nord de la riera de l'Olmeda, a menys de 400 m al nord-oest del barri de la Creu Blanca.